# Alexandros Mazarakis
Alexandros Mazarakis, grški general, * 1874, † 1943.